# Lepturdrys
Lepturdrys is een kevergeslacht uit de familie van de boktorren (Cerambycidae). De wetenschappelijke naam van het geslacht werd voor het eerst geldig gepubliceerd in 1960 door Gilmour.

## Soorten
Lepturdrys is monotypisch en omvat slechts de volgende soort:
- Lepturdrys novemlineata Gilmour, 1960